# Aldea San Francisco
Aldea San Francisco o Pfeiffer es una localidad del distrito Palmar del departamento Diamante, en la provincia de Entre Ríos, República Argentina. La aldea hace parte de la junta de gobierno de General Alvear, localidad de la que dista 4 km.
Gran parte de sus fundadores provenían de la aldea Pfeiffer de la colonización de alemanes del Volga en Rusia y por eso se llamó así a la fundada en Argentina. 
La población de la localidad, es decir sin considerar el área rural, era de 54 personas en 1991 y de 57 en 2001.